# The Sullivans (Schiff, 1997)
Die USS The Sullivans (DDG-68) ist ein Zerstörer der amerikanischen Arleigh-Burke-Klasse. Sie ist benannt nach den fünf Sullivan-Brüdern, die im Zweiten Weltkrieg alle beim Untergang der Juneau fielen. Sie ist nach dem Zerstörer The Sullivans damit das zweite Schiff der US Navy dieses Namens.

## Geschichte
DDG-68 wurde 1992 bei Bath Iron Works in Auftrag gegeben und dort am 14. Juni 1993 auf Kiel gelegt. Am 12. August 1995 lief das Schiff vom Stapel und wurde getauft. Nach der Endausrüstung und ersten Testfahrten wurde die The Sullivans am 19. April 1997 offiziell bei der United States Navy in Dienst gestellt. Erste Tests und Fahrten des Zerstörers führten das Schiff nach Saint Thomas und vor die Chesapeake Bay, wo am 4. Juli mehrere Schiffe gemeinsame Raketentests durchführten. Bis Ende November des Jahres folgte eine post shakedown availability genannte letzte Werftliegezeit.
Am 8. Dezember 1997 schloss die The Sullivans sich der Enterprise an. Als drei Tage später eine BAE Hawk der Big E abstürzte, konnte die The Sullivans mehrere Wrackteile bergen, die Besatzung war bereits von einem Helikopter aufgenommen worden.
Die erste längere Verlegung begann im Mai 1998, als die The Sullivans an Unified Spirit '98, einer Übung mit Beteiligung zahlreicher NATO-Marinen, teilnahm. Die erste Einsatzverlegung fand ab 1999 statt. Mit der John F. Kennedy fuhr der Zerstörer ins Mittelmeer und 2000 weiter ins Arabische Meer. Zum Jahreswechsel befand sich das Schiff im Hafen von Aden im Jemen, als Mitglieder der Al-Qaida einen Anschlag auf das Schiff versuchten. Ein mit Sprengstoff beladenes Boot sollte die The Sullivans rammen und so großen Schaden anrichten. Wegen Überbeladung sank das Boot jedoch, bevor es sich dem Zerstörer nähern konnte. Später im Jahr hatte ein ähnlicher Anschlag auf Sullivans Schwesterschiff Cole schwere Schäden und Tote zur Folge.
Die nächste Verlegung, ebenfalls mit der Kennedy, führte die The Sullivans wieder ins Arabische Meer, 2002 unterstützte die Flugzeugträgerkampfgruppe die Operation Enduring Freedom.
Auch 2004 folgte eine Verlegung in die Region, 2006 war der Zerstörer dann an der NATO-Übung Neptune Warrior beteiligt. 2007 verlegte die The Sullivans wiederum in europäische Gewässer und nahm an insgesamt sieben multinationalen Übungen teil. Im Mai 2008 nahm der Zerstörer unter Führung der Kearsarge an der Fleet Week in New York teil. Im August verlegte die The Sullivans dann an der Seite der Theodore Roosevelt Richtung Mittelmeer. Während einer Fahrt im Persischen Golf kollidierte die The Sullivans am 20. März 2010 mit einer Boje im Hafen vom Manama, konnte ihren Einsatz in der Region aber fortsetzen. Dabei erlitt das Schiff Schäden von unter einer Million Dollar. Im Zuge dieses Vorfalls wurde der Kommandierende Offizier im Mai 2010 von seinem Posten enthoben.
Am 17. August 2011 nahm die The Sullivans bei einer Schießübung vor der Küste North Carolinas ein ziviles Fischerboot unter Beschuss, statt der eigentlich vorgesehenen Übungsplattform. Der Zerstörer schoss 14 5-Zoll-Geschosse auf die Zig-Zag ab, die alle in einem Umkreis von rund 20 Metern um das Fischerboot detonierten. Bei dem Zwischenfall wurde niemand verletzt. Der Kommandant der The Sullivans wurde daraufhin allerdings von seinem Posten enthoben. Eine für Anfang September geplante Einsatzfahrt in europäische Gewässer wurde daraufhin verschoben, stattdessen blieb die Monterey länger im Einsatz.

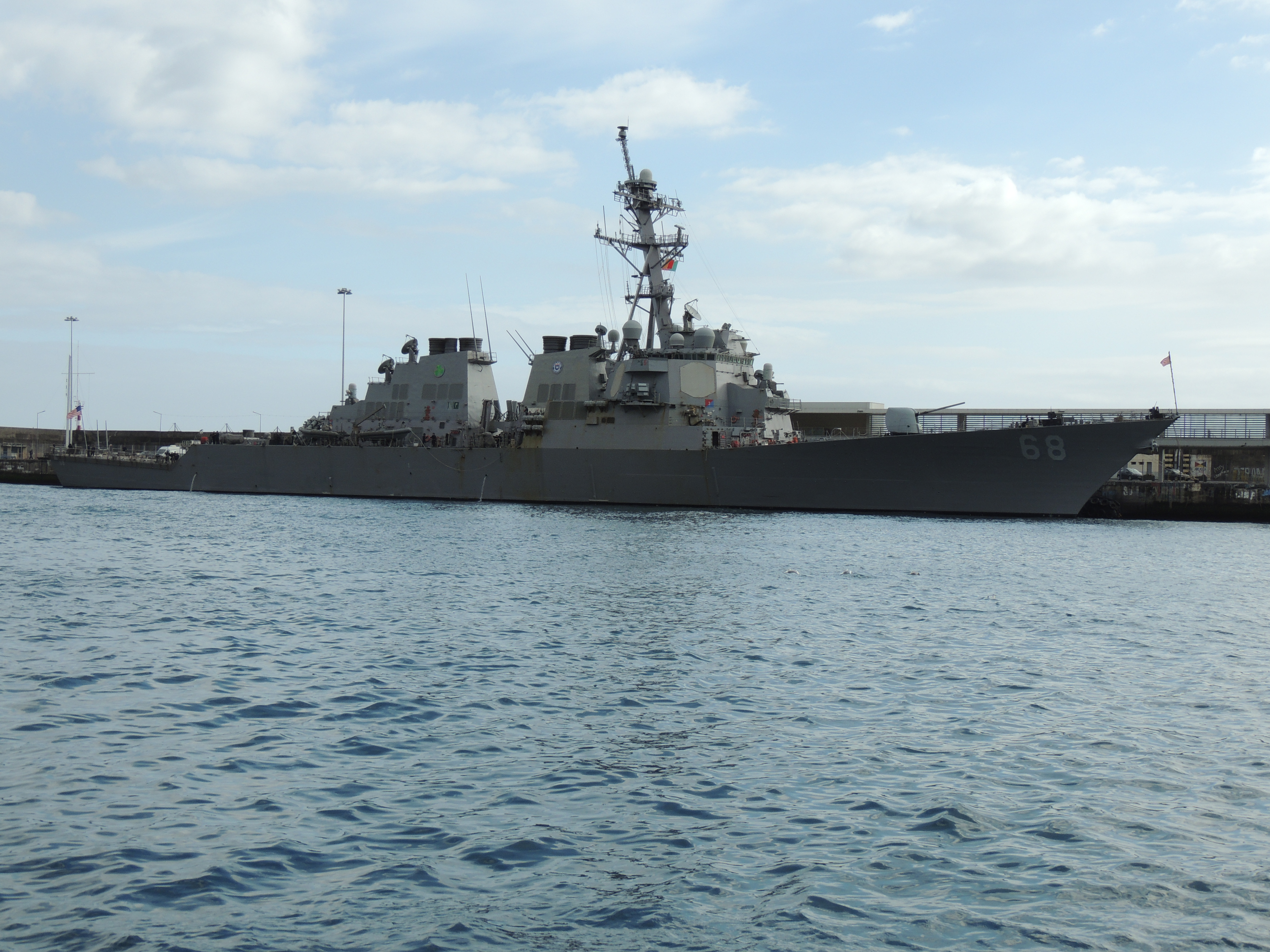
Die The Sullivans im Hafen von Funchal, Madeira, Portugal im Februar 2016